# Das Begräbnis (Film)
Das Begräbnis (Originaltitel: The Funeral) ist ein US-amerikanisches Filmdrama von Abel Ferrara aus dem Jahre 1996. Die Darsteller sind Christopher Walken, Chris Penn und Vincent Gallo. In Nebenrollen sind Isabella Rossellini und Benicio del Toro zu sehen. Für das Filmskript, das sich wie viele Filme Ferraras mit katholischen Glaubensinhalten auseinandersetzt, zeigte sich der langjährige Drehbuchautor des Regisseurs, Nicholas St. John, verantwortlich.

## Handlung
In nichtchronologischer Form wird um die Totenwache für den 22-jährigen Johnny Tempio herum ein fatalistisches Drama um Bruderliebe und Konkurrenz, Trauer, Stolz, Wut und Rache aufgesponnen. In New York City fanden sich die italienischstämmigen Brüder Ray, Chez und Johnny zwischen Gewerkschaften und der Automobilfabrik, opportunistischen Kleingangstern und heißblütigen kommunistischen Eiferern wieder, bis in dieser Spirale der Gewalt der unkomplizierteste, aber auch radikalste der Brüder Opfer eines Schusswechsels wird. Der überlebende der Brüder, Ray, meint, keine andere Wahl zu haben, als weiteres Blut zu vergießen. Der lange Zeit cholerisch oder manisch-depressiv gezeigte Chez richtet im Finale in einem Amoklauf alle männlichen Mitglieder der Familie Tempio und sich selbst.

## Kritiken
- „Ein ungemein düsterer Film, der die Chiffren des traditionellen Gangsterfilms nutzt, um eine Tragödie klassischen Ausmaßes zu erzählen. Vielschichtig angelegt, hervorragend gespielt und inszeniert, erweitert er das Genre um eine philosophische-theologische Tiefendimension und stellt Fragen nach der Verantwortung für das Böse, für Schuld, Gnade und Erlösung. – Sehenswert.“
Lexikon des internationalen Films[3]

- „Die Zuschauer beschleicht das Gefühl, den Figuren bereits in einer Vielzahl von Genrefilmen begegnet zu sein. Ferrara wirkt diesem Eindruck wenig entgegen. Sein Film fördert über die gesamte Distanz eher das Desinteresse des Zuschauers. Etwas mehr Abwechslung hätte seiner bitteren Studie gut getan.“ – Dirk Steinkühler, in Schnitt – Das Filmmagazin[4]

- „In Rückblenden analysiert Abel Ferrara die Biografien der zerrissenen Figuren und ihre blutgetränkte Geschichte. Kammerspielartige Tragödie über die Moral.“ – TV Spielfilm[5]

## Auszeichnungen
Bei den Filmfestspielen von Venedig 1996 war Abel Ferrara im Wettbewerb um den Goldenen Löwen; er gewann zusammen mit Ponette den Preis der Organisation catholique internationale pour le cinéma et l’audiovisuel (OCIC), Chris Penn erhielt die Coppa Volpi.
Der Film wurde im Jahr 1997 fünfmal für den Independent Spirit Award nominiert; darunter für Abel Ferrara und Chris Penn.